# Fieldbus
Fieldbus é um sistema de rede de comunicação industrial para controle em tempo real.
Visão Geral:
em meados de 1960 o sinal analógico de 4-20mA (miliampére) foi introduzido para realizar o controle de dispositivos industriais. Aproximadamente em 1980, os sensores inteligentes começaram a ser desenvolvidos e implementados usando um controle digital. Isso motivou a necessidade de integrar vários tipos de instrumentações digitais em campos de comunicações, visando otimizar a performance dos sistemas. Dessa forma se tornou óbvio que um padrão era necessário para formalizar o controle dos dispositivos inteligentes.
Fieldbus é um termo genérico empregado para descrever tecnologias de comunicação industrial; o termo fieldbus abrange muitos diferentes protocolos para redes industriais. Tal tecnologia é usada na indústria para substituir o sinal analógico de 4- 20 mA (miliampére).
A decisão sobre fornecer o tal padrão (tecnologia) partiu de: Instrument Society of America (ISA), a International Electrotechnical Commission (IEC), Profibus (German national standard) e FIP (French national standard), formando a IEC/ISA SP50 Fieldbus committee. O padrão a ser desenvolvido deveria integrar uma grande variedade de dispositivos de controle.
A tecnologia tem como promessa melhorar a qualidade e reduzir custos. Com a tecnologia fieldbus há uma economia significativa na fiação empregada, dado que usando o sinal analógico de 4-20mA é necessária que cada dispositivo tenha seu próprio conjunto de fios e seu próprio ponto de conexão. Fieldbus elimina tal necessidade empregando um esquema que necessita somente de um par trançado (a fibra ótica também pode ser utilizada).

## Padrões
Atualmente há uma vasta variedade de padrões fieldbus.Alguns dos mais amplamentes usados incluem:
- AS-Interface
- CAN
- DeviceNet
- FOUNDATION fieldbus
- HART Protocol
- Industrial Ethernet
- Interbus
- LonWorks
- Modbus
- Profibus
- SERCOS
- Profinet